# 瓦爾代克的索菲亞·亨麗埃特

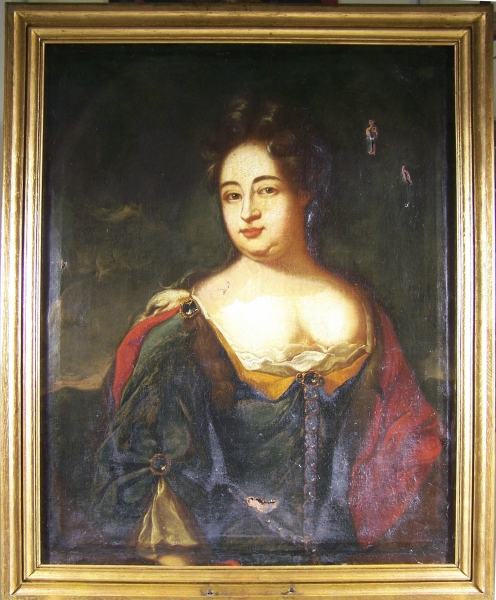

瓦爾代克的索菲亞·亨麗埃特（德語：Sophia Henriette von Waldeck，1662年8月3日—1702年10月15日），薩克森-希爾德布格豪森公爵夫人，陸軍元帥格奧爾格·腓特烈的女兒。

## 家庭
1680年，索菲亞·亨麗埃特與薩克森-希爾德布格豪森公爵恩斯特結婚，兩人共有2子1女：
1. 恩斯特·腓特烈（1681年—1724年）
2. 索菲·夏洛特（1685年—1710年）
3. 約瑟夫·腓特烈（英语：Prince Joseph of Saxe-Hildburghausen）（1702年—1787年）